# Jaakko Tallus
Jaakko Tapio Tallus (Lieksa, 23 februari, 1981) is een Fins noordse combinatieskiër die
bij de Olympische Winterspelen 2002 de zilveren medaille won op het onderdeel individuele Gundersen, met het Finse team werd hij
bovendien Olympisch kampioen.
Jaakko Tallus maakte zijn debuut in de wereldbeker in 1998/1999, hij werd meteen tweede in Gundersenwedstrijd, maar door een enkelbreuk kwam hij slechts vijf keer in actie dat seizoen.
Tot nu toe haalde Tallus nog geen individuele wereldbekeroverwinning, maar hij was wel succesvol met de Finse ploeg op de estafette.

## Belangrijkste resultaten

### Wereldkampioenschappen junioren
| Jaar | Plaats            | Resultaten                                       |
| ---- | ----------------- | ------------------------------------------------ |
| 1998 | Sankt-Moritz      | landenwedstrijd                                  |
| 2000 | Štrbské Pleso     | landenwedstrijd                                  |
| 2001 | Karpacz-Szklarska | sprint · individuele Gundersen · landenwedstrijd |

### Wereldkampioenschappen
| Jaar | Plaats        | Resultaten                                                               |
| ---- | ------------- | ------------------------------------------------------------------------ |
| 2001 | Lahti         | 4de sprint · 10de individuele Gundersen · landenwedstrijd                |
| 2003 | Val di Fiemme | 20ste sprint · 13de individuele Gundersen · landenwedstrijd              |
| 2005 | Oberstdorf    | 12de sprint 8ste individuele Gundersen 4de landenwedstrijd               |
| 2007 | Sapporo       | 11de individuele Gundersen · landenwedstrijd                             |
| 2009 | Liberec       | 9de massastart 18de Gundersen NH 39ste Gundersen LH 8ste landenwedstrijd |

### Olympische Winterspelen
| Jaar | Plaats         | Resultaten                                             |
| ---- | -------------- | ------------------------------------------------------ |
| 2002 | Salt Lake City | 4e sprint · individuele Gundersen · landenwedstrijd    |
| 2006 | Turijn         | 5e sprint · 5e individuele Gundersen · landenwedstrijd |
| 2010 | Vancouver      | 38e Gundersen NH                                       |

### Eindstand Wereldbeker
| Seizoen   | Plaats |
| --------- | ------ |
| 1998/1999 | 29ste  |
| 1999/2000 | 14de   |
| 2000/2001 | 14de   |
| 2001/2002 | 4de    |
| 2002/2003 | 15de   |
| 2003/2004 | 15de   |
| 2004/2005 | 13de   |
| 2005/2006 | 12de   |
| 2006/2007 | 13de   |
| 2007/2008 | 37ste  |
| 2008/2009 | 28ste  |